# Lancai (sockenhuvudort i Kina, Qinghai Sheng, lat 35,66, long 101,82)
Lancai (kinesiska: 兰采, 兰采乡, 康拉卡) är en sockenhuvudort i Kina. Den ligger i provinsen Qinghai, i den nordvästra delen av landet, omkring 110 kilometer söder om provinshuvudstaden Xining. Antalet invånare är 4 207. Befolkningen består av 2 074 kvinnor och 2 133 män. Barn under 15 år utgör 31 %, vuxna 15-64 år 63 %, och äldre över 65 år 5,0 %.
Runt Lancai är det ganska glesbefolkat, med 25 invånare per kvadratkilometer. Närmaste större samhälle är Jianzhatan, 12,7 km norr om Lancai. Trakten runt Lancai består i huvudsak av gräsmarker.
Genomsnittlig årsnederbörd är 514 millimeter. Den regnigaste månaden är juli, med i genomsnitt 120 mm nederbörd, och den torraste är december, med 2 mm nederbörd.